# Iseo (Zwitserland)
Iseo is een plaats en voormalige gemeente in het Zwitserse kanton Ticino, en maakt deel uit van het district Lugano.
Iseo telt 78 inwoners.

## Geschiedenis
Op 20 april 2008 werd de gemeente Iseo opgeheven en opgenomen in de gemeente Bioggio.